# 柏原孝章
柏原 孝章（かしわばら たかあき、天保6年4月9日（1835年5月6日） - 明治43年（1910年）11月5日）は、江戸時代後期から明治期の蘭方医、啓蒙家、洋学者。江戸幕府15代将軍徳川慶喜の侍医。もともとは学介と名のっていた。号は学而（がくじ）。字は子成。

## 経歴
- 1835年（天保6年） - 讃岐国潟元村に高松藩奥医師の柏原謙好・光子の三男として誕生。
- 1844年（弘化元年） - 小豆島の医師中桐文炳の養子となる。
- 1853年（嘉永6年）、1854年（安政元年）頃 - 妻の死とともに養家から柏原家に復籍。
- 1854年（安政元年） - 閏7月23日 (旧暦)、緒方洪庵の適塾に入塾。
- 1862年（文久2年） - 適塾の塾頭。8月、江戸にて石川桜所に入門。
- 1864年（元治元年） - 4月、徳川慶喜の侍医となる。
- 1869年（明治2年） - 2月21日 (旧暦)、駿府病院の二等御医師となる。
- 1871年（明治4年） - 自宅に医院を開業する。
- 1910年（明治43年） - 11月5日、死去。

## 著訳書
- 『祇布斯繃帯書』（ぎぶすほうたいのしょ）、1867年（慶応3年）
- 『流行牛病予防説』、1873年（明治6年）
- 『箋註格到蒙求』（せんちゅうかくちもうぎゅう）、『牛病新書』1874年（明治7年）
- 『耳科提綱』、1876年（明治9年）。『羅斯古化学新書』（ラスコーかがくしんしょ）、この年から翌年にかけて出版。
- 『病者須知』（びょうしゃしゅち）、1880年（明治13年）9月。

## 家族
- 父：柏原謙好 長崎でシーボルトから種痘を学び[1]、三男一女を儲けた。
- 母：光子
- 長兄：遜郷 家を継ぐ。
- 次兄：信富 松本氏を継ぐ。
- 子：柏原知格[2][3] 海軍主計大佐。静中野球部（現在の静岡高校野球部）の始祖[4]。
- 子：秋月致[2][3] 日本基督教会牧師。京城において25年間、また東京・福岡で伝道した[1]。